# Oldřich Svoboda (Eishockeyspieler)
Oldřich Svoboda (* 28. Januar 1967 in Hradec Králové, Tschechoslowakei) ist ein ehemaliger tschechischer Eishockeytorwart, der über viele Jahre in den höchsten Spielklassen Europas spielte und mit der tschechoslowakischen Nationalmannschaft bei den Olympischen Winterspielen 1992 die Bronzemedaille gewann. Seit 2007 ist er Präsident des HC Slavoj Český Krumlov, einem Amateurverein der Kreisliga.

## Karriere
Oldřich Svoboda stammt aus Hradec Králové, begann seine Karriere aber beim Armeesportklub ASD Dukla Jihlava. In der Saison 1986/87 war er noch Ersatztorhüter des Klubs, ehe er in der Saison 1987/88 mit 38 Einsätzen zum Stammtorhüter avancierte. In der Saison 1990/91 gewann er mit Dukla den Meistertitel der Tschechoslowakei.
Im Laufe der folgenden Spielzeit erhielt er durch die politischen Veränderungen in seiner Heimat die Möglichkeit, ins westeuropäische Ausland zu wechseln. Nach den Olympischen Winterspielen 1992 wurde er von TPS Turku aus der finnischen SM-liiga verpflichtet und absolvierte 15 Partien für den Klub. Danach folgten zwei Spielzeiten bei den Reipas Lahti, kam aber auch in der zweiten finnischen Liga bei Hermes Kokkola zum Einsatz. 1994 kehrte er nach Tschechien zurück und spielte je eine halbe Saison bei Dukla Jihlava und dem HC Vítkovice. Nach Ablauf der Saison erhielt er einen Vertrag vom HC České Budějovice, für den er bis 1999 in der Extraliga spielte. Zudem nahm er mit dem Klub an der European Hockey League 1996/97 teil, wo dieser das Playoff-Viertelfinale erreichte.
1999 wechselte er zu den Moskitos Essen, die zuvor den Aufstieg in die Deutsche Eishockey Liga geschafft hatten. Mit Radek Tóth stand ein weiterer tschechischer Torhüter bei den Moskitos unter Vertrag, der nach einer Verletzung von Svoboda für den Rest der Spielzeit zum Einsatz kam. Svoboda kehrte im Sommer 2000 nach Tschechien zurück und wurde vom HC Excalibur Znojemští Orli verpflichtet, wo er den zuvor eher erfolglosen Pavol Rybár als Stammtorhüter ersetzte. Nach zwei Spielzeiten, in denen er mit den Adlern jeweils die Playoffs erreichte, erhielt er durch den 20-jährigen Martin Altrichter starke Konkurrenz auf der Torhüterposition, so dass er nur zwei Einsätze erhielt. Daher entschied er sich zu einem Wechsel und wurde von Molot-Prikamje Perm aus der russischen Superliga verpflichtet.
2003 kehrte er in seine Heimat zurück und wurde von den Bílí Tygři Liberec als Stammtorhüter verpflichtet. Ein Jahr später, im Sommer 2004, erhielt er das Angebot, im Unternehmen seines Schwiegervaters, welches unter anderem Glasfassaden herstellt, zu arbeiten und entschied sich, seine Karriere zu beenden. 2007 wurde er in seinem heutigen Wohnort Český Krumlov zum Präsidenten des Eishockeyvereins HC Slavoj gewählt.

## Erfolge und Auszeichnungen
- 1987 Silbermedaille bei der U20-Junioren-Weltmeisterschaft

## Karrierestatistik
| 1987/88 | ASD Dukla Jihlava   | 1. Liga   | 38 | 2056 | 107 |      | 3,12 |      | –  | –   | –  | –   | –    | –    |
| 1988/89 | ASD Dukla Jihlava   | 1. Liga   | 46 | 2648 | 138 |      | 3,13 |      | –  | –   | –  | –   | –    | –    |
| 1989/90 | ASD Dukla Jihlava   | 1. Liga   | 2  |      | 4   |      |      |      | –  | –   | –  | –   | –    | –    |
| 1989/90 | Tesla Pardubice     | 1. Liga   | 31 |      |     |      | 4,47 | 86,2 | –  | –   | –  | –   | –    | –    |
| 1990/91 | ASD Dukla Jihlava   | 1. Liga   | 48 | 2853 | 109 |      | 2,29 | 91,6 | –  | –   | –  | –   | –    | –    |
| 1991/92 | ASD Dukla Jihlava   | 1. Liga   | 28 | 1661 | 71  | 802  | 2.56 | 91,9 | –  | –   | –  | –   | –    | –    |
| 1991/92 | TPS Turku           | SM-liiga  | 11 |      |     |      | 3,91 | 88,7 | 3  |     |    |     | 3,37 | 91,2 |
| 1992/93 | Reipas Lahti        | SM-liiga  | 45 | 2551 | 214 |      | 5,03 | 87,5 | 6  |     |    |     | 2,80 | 93,4 |
| 1993/94 | Reipas Lahti        | SM-liiga  | 29 | 1661 | 141 |      | 5,99 | 88,4 | –  | –   | –  | –   | –    | –    |
| 1993/94 | Hermes Kokkola      | Mestis    | 12 |      |     |      | 4,05 | 90,5 | –  | –   | –  | –   | –    | –    |
| 1994/95 | HC Vítkovice        | Extraliga | 12 | 645  | 33  | 282  | 3,07 | 89,5 | –  | –   | –  | –   | –    | –    |
| 1994/95 | HC Dukla Jihlava    | Extraliga | 15 | 687  | 40  | 304  | 3,49 | 88,3 | –  | –   | –  | –   | –    | –    |
| 1995/96 | HC České Budějovice | Extraliga | 37 | 2205 | 76  | 1121 | 2,07 | 93,6 | 10 | 600 | 33 | 314 | 3,30 | 90,5 |
| 1996/97 | HC České Budějovice | Extraliga | 48 | 2638 | 111 |      | 2,52 | 91,8 | 5  | 310 | 16 |     | 3,09 |      |
| 1997/98 | HC České Budějovice | Extraliga | 49 | 2660 | 126 | 1244 | 2,84 | 90,8 | –  | –   | –  | –   | –    | –    |
| 1998/99 | HC České Budějovice | Extraliga | 47 | 2670 | 111 | 1294 | 2,49 | 92,1 | 3  | 166 | 8  | 85  | 2,89 | 91,4 |
| 1999/00 | Moskitos Essen      | DEL       | 33 | 1738 | 112 | 996  | 3,87 | 88,8 | –  | –   | –  | –   | –    | –    |
| 2000/01 | HC Znojemští Orli   | Extraliga | 50 | 2855 | 124 | 1598 | 2,61 | 92,8 | 7  | 398 | 16 | 195 | 2,41 | 92,4 |
| 2001/02 | HC Znojemští Orli   | Extraliga | 47 | 2676 | 114 | 1499 | 2,56 | 92,9 | 7  | 395 | 24 | 274 | 3,65 | 92,0 |
| 2002/03 | HC Znojemští Orli   | Extraliga | 2  | 120  | 4   | 70   | 2,00 | 94,6 | –  | –   | –  | –   | –    | –    |
| 2002/03 | Molot-Prikamje Perm | Superliga | 16 | 940  | 42  |      | 2,51 | 89,6 | –  | –   | –  | –   | –    | –    |
| 2003/04 | Bílí Tygři Liberec  | Extraliga | 38 | 2113 | 93  | 863  | 2,64 | 90,3 | –  | –   | –  | –   | –    | –    |

### International
Vertrat die Tschechoslowakei bei:
- Junioren-Weltmeisterschaft 1986
- Junioren-Weltmeisterschaft 1987
- Weltmeisterschaft 1991
- Canada Cup 1991
- Olympischen Winterspielen 1992
- Weltmeisterschaft 1992

| Jahr            | Team             | Veranstaltung |   | GP | PIM  | GAA  | Sv% |
| --------------- | ---------------- | ------------- | - | -- | ---- | ---- | --- |
| 1986            | Tschechoslowakei | U20-WM        |   |    |      |      |     |
| 1987            | Tschechoslowakei | U20-WM        | 7 | 0  | 3,09 | 87,3 |     |
| 1991            | Tschechoslowakei | WM            | 2 | 0  | 2,02 | 92,7 |     |
| 1991            | Tschechoslowakei | CC            | – | –  | –    | –    |     |
| 1992            | Tschechoslowakei | Olympia       | 1 | 0  | 2,00 | 92,6 |     |
| 1992            | Tschechoslowakei | WM            | – | –  | –    | –    |     |
| Junioren gesamt |                  |               |   |    |      |      |     |
| Herren gesamt   | Herren gesamt    | Herren gesamt | 3 | 0  | 2,02 | 92,7 |     |

(Legende zur Torhüterstatistik: GP oder Sp = Spiele insgesamt; W oder S = Siege; L oder N = Niederlagen; T oder U oder OT = Unentschieden oder Overtime- bzw. Shootout-Niederlage; Min. = Minuten; SOG oder SaT = Schüsse aufs Tor; GA oder GT = Gegentore; SO = Shutouts; GAA oder GTS = Gegentorschnitt; Sv% oder SVS% = Fangquote; EN = Empty Net Goal; 1 Play-downs/Relegation; Kursiv: Statistik nicht vollständig)